# Har'el
Har'el (hebrejsky הַרְאֵל, v oficiálním přepisu do angličtiny Har'el) je vesnice typu kibuc v Izraeli, v Jeruzalémském distriktu, v Oblastní radě Mate Jehuda.

## Geografie
Leží v nadmořské výšce 203 metrů na pomezí zalesněných svahů Judských hor v Jeruzalémském koridoru a zemědělsky využívané pahorkatiny Šefela. Východně od vesnice se rozkládá Ešta'olský les vysázený Židovským národním fondem, který je součástí rozsáhlejšího lesního komplexu zvaného Rabinův park.
Obec se nachází 27 kilometrů od břehu Středozemního moře, cca 34 kilometrů jihovýchodně od centra Tel Avivu a cca 27 kilometrů západně od historického jádra Jeruzalému. Har'el obývají Židé, přičemž osídlení v tomto regionu je etnicky převážně židovské. Kibuc je situován 3 kilometry od Zelené linie, která odděluje Izrael v jeho mezinárodně uznávaných hranicích a Západní břeh Jordánu, respektive od nárazníkové zóny v prostoru Latrunu. Počátkem 21. století byla ale plocha Latrunského výběžku s demografickou dominancí Židů fakticky anektována k Izraeli pomocí bezpečnostní bariéry a dále k severovýchodu ležící arabské (palestinské) oblasti Západního břehu fyzicky odděleny.
Har'el je na dopravní síť napojen pomocí dálnice číslo 44.

## Dějiny
Har'el byl založen v roce 1948. Jméno obce připomíná Brigádu Harel, která se coby součást izraelské armády podílela během války za nezávislost v roce 1948 na dobývání tohoto regionu. Právě po ovládnutí Jeruzalémského koridoru v roce 1948 započalo masivní židovské osidlování této oblasti. Na místě kibucu se do roku 1948 rozkládala arabská vesnice Bajt Džiz. Roku 1931 žilo v Bajt Džiz 370 lidí v 67 domech. Roku 1948 638 v 115 domech. Stála v ní také budova školy postavená roku 1947 a jedna mešita. Izraelci byl Bajt Džiz dobyt v květnu 1948. Zástavba pak byla z větší části zbořena, s výjimkou objektu školy.
K zřízení kibucu došlo 27. října 1948. Jeho zakladateli byli členové levicové mládežnické sionistické organizace ha-Šomer ha-ca'ir, kteří za sebou měli boje v Brigádě Harel. V roce 1954 byl ovšem kibuc kvůli ekonomickým potížím opuštěn a nově osídlen roku 1955 další skupinou členů ha-Šomer ha-Ca'ir. Kvůli další vlně neshod mezi členy kibucu byla vesnice opětovně opuštěna roku 1978 a následně ji obydlela nová skupina tvořená rodilými Izraelci i židovskými přistěhovalci. Vesnice se stále zčásti zabývá zemědělstvím, velká část obyvatel ale za prací dojíždí mimo obec.

## Demografie
Podle údajů z roku 2014 tvořili naprostou většinu obyvatel v Har'el Židé (včetně statistické kategorie "ostatní", která zahrnuje nearabské obyvatele židovského původu ale bez formální příslušnosti k židovskému náboženství).
Jde o menší obec vesnického typu s dlouhodobě rostoucí populací. K 31. prosinci 2014 zde žilo 236 lidí. Během roku 2014 populace stoupla o 7,8 %.
| Rok            | 1948 | 1961 | 1972 | 1983 | 1995 | 2001 | 2003 | 2004 | 2005 | 2006 | 2007 | 2008 | 2009 | 2010 | 2011 | 2012 | 2013 | 2014 |
| -------------- | ---- | ---- | ---- | ---- | ---- | ---- | ---- | ---- | ---- | ---- | ---- | ---- | ---- | ---- | ---- | ---- | ---- | ---- |
| Počet obyvatel | 71   | 76   | 133  | 94   | 95   | 139  | 144  | 146  | 155  | 162  | 149  | 132  | 181  | 198  | 210  | 216  | 219  | 236  |